# Goodbyes to All That
Goodbye to All That – trzeci, po Empty World Excursion i Someplace Else, album finlandzkiej grupy rockowej ShamRain, wydany przez wytwórnię Spinefarm Records w 2007 roku.

## Lista utworów
1. „Holding The Earth” – 04:20
2. „Raindrops” – 04:30
3. „Ghosts I See” – 07:08
4. „Passing Shadows” – 03:37
5. „Shallow Delusion” – 04:16
6. „Stars Will Fall” – 04:55
7. „Silent Lullaby” – 03:51
8. „Evangeline” – 06:08
9. „No One Remembers Your Name” – 04:00
10. „Goodbyes Painted Black” – 07:19